# Игра в привидение
Игра в привидение — 70-й выпуск короткометражного комедийного проекта «Наша банда» известного в России, как «Пострелята», вышедший на экраны 14 января 1928 года.

## Сюжет
Компания белых детей издевается над чернокожим суеверным мальчиком по имени Фарина (Аллен Хоскинс), который в ответ обещает наложить на них заклятие. Гарри (Гарри Спир) изображает, что на него подействовало колдовство и притворяется мёртвым, а остальные ребята советуют Фарине закопать тело Гарри на кладбище...

## Заметки
Бобби Дин был первоначально выбран в качестве замены для Джо Кобба, как только Джо перерос его роль. Бобби Дин умер 13 апреля 1931 года когда ему было 9 лет из-за проблем со здоровьем. Он появился только в четырех короткометражках, таких как Дождливые дни, Цирк Барнум и Ринглинг и Ярмарка и Мадди.
Джин Дарлинг на самом деле не снималась в этом фильме, хотя появилась в рекламном постере.

## В ролях

### Пострелята
- Джо Кобба[англ.] — Джо, первый толстяк
- Джеки Кондон[англ.] — Джеки
- Аллен Хоскинс[англ.] — Фарина
- Бобби Хатчинс[англ.] — Уизер
- Милдред Корнман[англ.] — Милдред
- Джей Р. Смит[англ.] — Джей, сын гробовщика
- Гарри Спир[англ.] — Гарри
- Бобби Дин — Бобби, второй толстяк
- Пит Дог[англ.] — в роли самого себя

### Прочие актёры
- Джонни Эбер[англ.] — бегущий мальчик
- Честер А. Бачман[англ.] — полицейский
- Чарльз Ллойд — продавец очков затмения

## Внешние ссылки
- «Игра в привидение» (англ.) на сайте Internet Movie Database